# Les Tres Torres
Les Tres Torres este un cartier din districtul 5, Sarrià-Sant Gervasi, al orașului din Barcelona.